# Jonathan Bennett (Schauspieler)

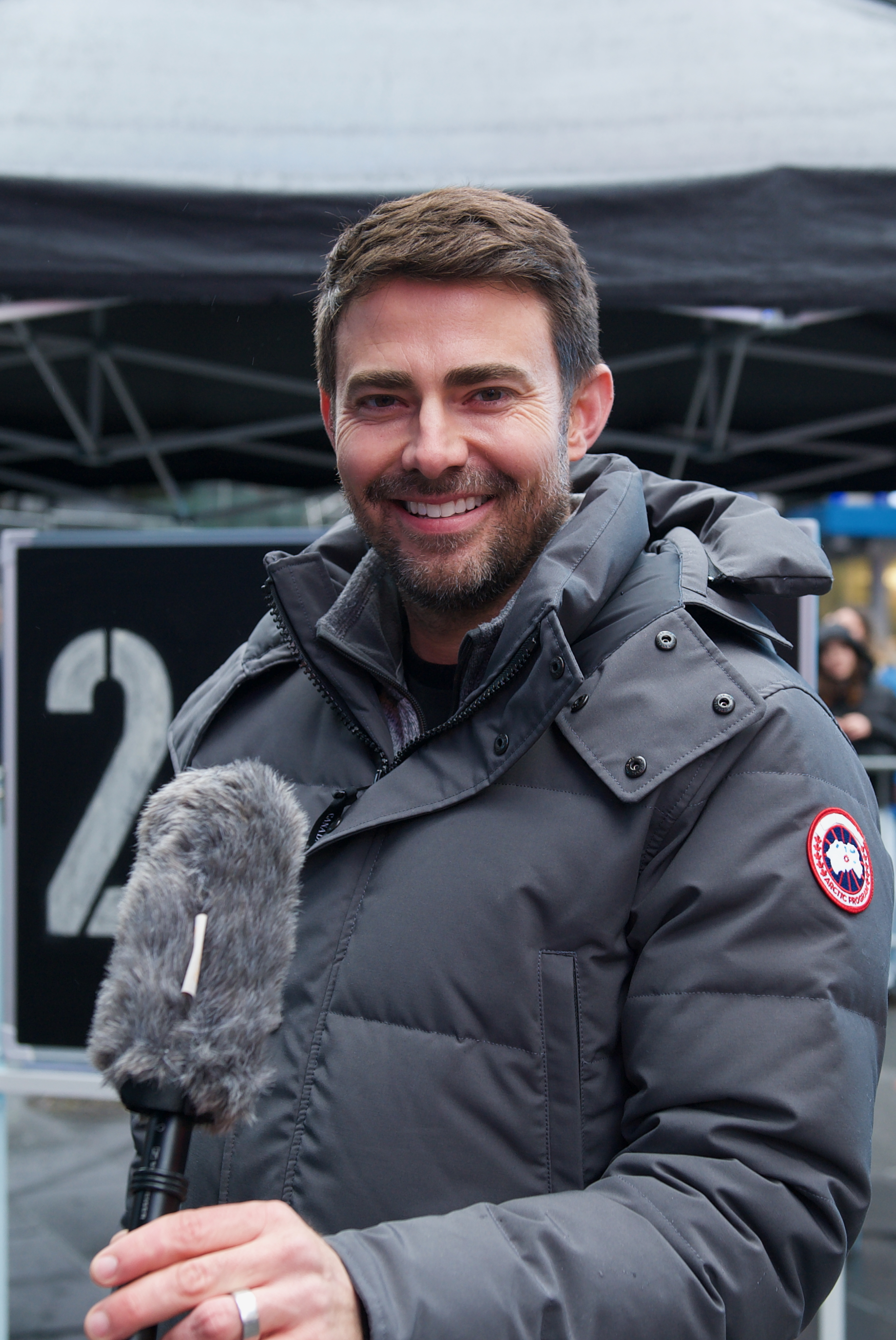
Jonathan Bennett (2024)

Jonathan D. Bennett (* 10. Juni 1981 in Rossford, Ohio) ist ein US-amerikanischer Schauspieler.

## Leben
Nachdem er sein erstes Theaterstück in North Carolina in der 7. Klasse spielte, zog er nach Toledo, Ohio, wo er weiter Theater spielte. Nachdem er Schulsprecher war, schloss er die Schule 1999 ab. Nach einer langen Theaterausbildung zog er nach New York. Später wurde er von einem Produzenten im Zug entdeckt und war dort direkt unter Vertrag. Sechs Monate später bekam er auch schon seine erste Rolle in All My Children. Im April 2012 bekam er die Hauptrolle neben Ali Faulkner, Stelio Savante und Richard Riehle in dem Swampy Kandan Psychothriller The Secret Village.
Im Herbst 2014 outete sich Bennett in einem Interview zu seiner Teilnahme an Dancing with the Stars als homosexuell. Im Jahre 2009 war er kurzzeitig mit Matt Dallas liiert. Sein Partner Jaymes Vaughan verlobte sich mit Bennett 2020 auf dem Set von The Christmas House. Sie heirateten am 19. März 2022.
Bennett moderierte auch Kochshows und wurde als Lehrer in Los Angeles tätig.

## Filmografie (Auswahl)
- 2001–2002: All My Children (Fernsehserie, eine Folge)
- 2002: Law & Order (Fernsehserie, eine Folge)
- 2003: Season of Youth
- 2004: Girls Club – Vorsicht bissig! (Mean Girls)
- 2004–2005: Veronica Mars (Fernsehserie, 2 Folgen)
- 2005: Smallville (Fernsehserie, eine Folge)
- 2005: Im Dutzend billiger 2 – Zwei Väter drehen durch (Cheaper by the Dozen 2)
- 2005: Lovewrecked – Liebe über Bord (Lovewrecked)
- 2006: Bachelor Party Vegas
- 2007: Ein Duke kommt selten allein – Wie alles begann (The Dukes of Hazzard: The Beginning, Fernsehfilm)
- 2009: The Assistants
- 2009: Party Animals 3 – Willkommen auf der Uni (Van Wilder: Freshman Year)
- 2012: Memorial Day
- 2012: Eine Scheidung zum Verlieben (Divorce Invitation)
- 2013: Pawn – Wem kannst du vertrauen? (Pawn)
- 2013: The Glades (Fernsehserie, Folge 4x03)
- 2013: Anything Is Possible
- 2013: The Secret Village
- 2014: Math Bites (Fernsehserie, 3 Folgen)
- 2014: Hotel mit Herz (Sweet Surrender)
- 2014: Weihnachtszauber – Ein Kuss kommt selten allein (A Christmas Kiss II)
- 2015: A Dogwalker’s Christmas Tale
- 2016: Hit the Floor (Fernsehserie, 2 Folgen)
- 2016: Do You Take This Man
- 2016: Awkward – Mein sogenanntes Leben (Awkward., Fernsehserie)
- 2018: Sharknado 6: The Last One (The Last Sharknado: It’s About Time, Fernsehfilm)
- 2019: The Haunting of Sharon Tate
- 2020: The Christmas House (Fernsehfilm)
- 2021: The Christmas House 2: Deck Those Halls (Fernsehfilm)
- 2021: Potato Dreams of America

## Auszeichnungen
Nominierungen:
- 2004 Teen Choice Award – Choice Breakout Movie Star – Male für Girls Club – Vorsicht bissig!

Preise:
- 2003 Palm Beach International Film Festival – Best Actor für Season of Youth